# La Règle du jeu
La Règle du jeu is een Franse dramafilm uit 1939 onder regie van Jean Renoir. De film wordt naast La grande illusion beschouwd als het hoogtepunt uit de carrière van regisseur Renoir.
De film kwam uit in aanloop naar de Tweede Wereldoorlog en bepaalde scènes moesten worden geknipt. Pas in 1958 werd de film in zijn integrale versie voor het eerst vertoond.

## Verhaal
Na een vlucht over de Atlantische Oceaan landt vliegtuigpionier André Jurieux op Luchthaven Le Bourget nabij Parijs. Hij is zeer ontgoocheld, als blijkt dat Christine de la Chesnaye, de vrouw van wie hij houdt, hem niet opwacht bij zijn aankomst. Hun gemeenschappelijke vriend Octave haalt Robert, de man van Christine, over om André voor het weekeinde uit te nodigen op zijn landhuis voor een jachtpartij. Tijdens dat weekeinde kunnen ze hun affaire beëindigen.

## Rolverdeling
| Acteur                | Personage                |
| --------------------- | ------------------------ |
| Nora Gregor           | Christine de la Chesnaye |
| Paulette Dubost       | Lisette                  |
| Marcel Dalio          | Robert de la Chesnaye    |
| Roland Toutain        | André Jurieux            |
| Jean Renoir           | Octave                   |
| Mila Parély           | Geneviève de Marras      |
| Anne Mayen            | Jackie                   |
| Julien Carette        | Marceau                  |
| Gaston Modot          | Édouard Schumacher       |
| Pierre Magnier        | Generaal                 |
| Pierre Nay            | Monsieur de St. Aubin    |
| Francœur              | Monsieur La Bruyère      |
| Odette Talazac        | Madame de la Plante      |
| Claire Gérard         | Madame de la Bruyère     |
| Lise Elina            | Verslaggever             |
| Eddy Debray           | Corneille                |
| Léon Larive           | Kok                      |
| Henri Cartier-Bresson | Bediende                 |